# Plattenhorn
Plattenhorn är en bergstopp i Schweiz.   Den ligger i regionen Plessur och kantonen Graubünden, i den östra delen av landet, 170 km öster om huvudstaden Bern. Toppen på Plattenhorn är 2 554 meter över havet, eller 125 meter över den omgivande terrängen. Bredden vid basen är 1,1 km.
Terrängen runt Plattenhorn är huvudsakligen bergig, men den allra närmaste omgivningen är kuperad. Närmaste större samhälle är Chur, 10,6 km nordväst om Plattenhorn. 
Trakten runt Plattenhorn består i huvudsak av gräsmarker. Runt Plattenhorn är det glesbefolkat, med 16 invånare per kvadratkilometer.